# Anapsida
Anapsida är grupp kräldjur som inkluderar cytosaurier och mesosaurier. Anapsida kan definieras som en grupp genom att de saknar hål i tinningsområdet av kraniet, medan synapsida och diapsida har en respektive två håligheter. De första anapsiderna utvecklades under den första delen av perm i nuvarande Nordamerika.